# 伊羅姆·沙米拉
伊羅姆·查努·沙米拉（英語：Irom Chanu Sharmila）（1972年3月14日—），被尊稱為曼尼普爾鐵娘子（英語：Iron Lady of Manipur）是一名印度的維權運動人士，她為了反對印度現行的《武裝部隊特別權利法》而絕食，自2000年11月2日開始絕食至2016年，長達16年，是世界上維持絕食抗議時間最久的人士。

## 生平
沙米拉出生自印度曼尼普爾邦，2000年11月2日，沙米拉28歲時，目睹一群士兵「懷疑」平民引爆炸彈襲擊他們，開槍將其射殺，後來這群士兵因為《武裝部隊特別權利法》免受追究，之後她便開始仿效聖雄甘地，以非暴力的絕食方式進行抗爭，其間不進食、不刷牙、不剪指甲。
沙米拉的抗議行動遭到印度當局扣押，並將之送入醫院強制灌食。
2005年時獲得諾貝爾和平獎提名。
2016年7月26日宣布將在8月9日結束絕食，並計畫投入政壇、以獨立參選人的身份參選省議會。

## 榮譽
2007年，沙米拉獲頒光州人權獎，這個獎頒給積極促進和倡導和平、民主和人權的人或團體。她與東北印度的人權組織人權維護委員會的成員Lenin Raghuvanshi共同獲獎。
2010年，她獲頒亞洲人權委員會終身成就獎。

## 附註
《武裝部隊特別權利法》是一部印度的全國性法律，自1958年通過，實施至今。